# Aneipo minerva
Aneipo minerva är en insektsart som beskrevs av Christine Lynette Lambkin 1978. Aneipo minerva ingår i släktet Aneipo och familjen vedstritar. Inga underarter finns listade i Catalogue of Life.